# Народное хозяйство
Народное хозяйство, также национальная экономика — исторически сложившийся комплекс (совокупность) отраслей производства данного государства или страны, взаимосвязанных между собой разделением труда.
Подразделяется по видам деятельности субъектов отношений. Термин является прямым переводом использовавшегося в немецкой экономической теории XIX века понятия (Volkswirtschaft). Термин применяется в экономических, экономико-географических трудах и публицистике применительно к экономикам различных государств независимо от их политического строя. С начала 1990-х годов в России вместо этого слова, ассоциировавшегося с советской идеологией, часто используется более широкий по значению термин экономика. В немецких публикациях термин Volkswirtschaft продолжает употребляться, особенно при необходимости подчеркнуть, что речь идёт не об экономике вообще, а об её системообразующей материально-технической базе, особенно о сфере материального производства. В названии Академии народного хозяйства при Правительстве Российской Федерации и в российских государственных нормативных актах термин «народное хозяйство» продолжает использоваться в его изначальном значении.

## История
Ранее под словосочетанием Народное хозяйство в разных государствах и странах определяли всю совокупность общественных отношений определённого государства и страны, поскольку содержанием этих отношений являлось производство, обмен и распределение материальных ценностей.
А англо-французская индивидуалистическая политическая экономия предполагала, что народное хозяйство есть лишь собирательное имя для частных хозяйств, не замечая, что в народном хозяйстве действуют силы, которых никак нельзя вывести из простого суммирования отдельных сил и что объективные отношения между частными хозяйствами являются продуктом медленного исторического развития, могущественно определяющим текущую хозяйственную жизнь в мире.
В политической экономии совокупность хозяйственных действий, объединённых в одно целое проявляется в хозяйствах
- государственном;
- общественном;
- частном;
- народном;
- мировом[4].

## Структура национальной экономики: основные виды
Отраслевая структура лежит в основе национальной экономики. Она предполагает выделение отраслей экономики на определённые сектора и сущности взаимосвязи между ними. Отрасль экономики — это часть хозяйственной системы, область производственно-экономической деятельности, в которую входят объекты, обладающие единством выполняемых функций, технологий (технологических процессов).
Отраслевая структура:
1. показывает существующее в обществе распределение экономических ресурсов по различным сферам деятельности и отраслям производства;
2. позволяет установить вклад каждой отрасли в создание ВВП;
3. позволяет выявить межотраслевые связи и пропорции.

Базовыми отраслями являются: промышленность, сельское хозяйство, строительство, производственная инфраструктура (торговля, транспорт и связь), непроизводственная инфраструктура (сфера услуг). В структуре базовых отраслей выделяются две большие группы: отрасли материального производства и отрасли социально-культурной сферы, то есть услуги. Также в структуре базовых отраслей выделяют: укрупнённые отрасли, простые отрасли, подотрасли. Наиболее ярко это выражено в промышленности. Здесь насчитывается 11 укрупнённых отраслей, 150 простых производств и свыше 300 подотраслей.
Территориальная структура — динамическое состояние размещения производительных сил по экономическим районам, связанным в единой системе национальной экономики. Она предполагает анализ географического распределения производительных сил в рамках национальной экономики — разделение национальной экономики на различные экономические районы.
Воспроизводственная структура — это та сторона хозяйственной структуры, которая отражает возможность роста экономики и её эффективности. Воспроизводственный процесс охватывает непрерывное возобновление собственно производства, ВВП, рабочей силы человека, всей системы социальных отношений. Она отражает деление составных частей общественного продукта в зависимости от их функционального назначения. Все её экономические субъекты воспроизводят свой производственно-экономический потенциал на основе воспроизводства потоков товаров и услуг.
Социальная структура предполагает деление национальной экономики на секторы в соответствии с определёнными формами собственности: государственной собственности, частной, коллективной, смешанной.

## В Союзе ССР: отрасли народного хозяйства
В Союзе ССР был разработан Общесоюзный классификатор отраслей народного хозяйства (ОКОНХ) в качестве составной части Единой системы классификации и кодирования технико-экономической информации, используемой в автоматизированных системах управления в народном хозяйстве (утверждён 1 января 1976). С 2003 ОКОНХ упразднён, а вместо него введён Общероссийский классификатор видов экономической деятельности (ОКВЭД).
В то же время, ныне действующие в России правила отнесения отраслей (подотраслей) хозяйства к классу профессионального риска используют наименования отраслей (подотраслей) народного хозяйства в соответствии с ОКОНХ.
В последней официально утверждённой версии ОКОНХ, который многократно дорабатывался, выделялись следующие отрасли народного хозяйства:
- Промышленность
- Сельское хозяйство
- Лесное хозяйство
- Рыбное хозяйство
- Транспорт и связь
- Строительство
- Торговля и общественное питание
- Материально-техническое снабжение и сбыт
- Заготовки
- Информационно-вычислительное обслуживание
- Операции с недвижимым имуществом
- Общая коммерческая деятельность по обеспечению функционирования рынка
- Геология и разведка недр, геодезическая и гидрометеорологическая службы
- Прочие виды деятельности сферы материального производства
- Жилищно-коммунальное хозяйство
- Непроизводственные виды бытового обслуживания населения
- Здравоохранение, физическая культура и социальное обеспечение
- Народное образование
- Культура и искусство
- Наука и научное обслуживание
- Финансы, кредит, страхование, пенсионное обеспечение
- Управление
- Общественные объединения
- Экстерриториальные организации и органы.

Для практических целей в классификаторе выделялись так называемые собирательные отрасли народного хозяйства: водное хозяйство, бытовое обслуживание населения, культурное и информационное обслуживание населения. Собирательная отрасль представляет собой определённый набор группировок из основной части классификатора, включённых в состав различных отраслей народного хозяйства.

## В России
- Экономика России

### ОКВЭД
Общероссийский классификатор видов экономической деятельности (сокр. ОКВЭД) — часть Единой системы классификации и кодирования технико-экономической и социальной информации РФ (ЕСКК). Создан на основе официальной русской версии Статистической классификации видов экономической деятельности в Европейском экономическом сообществе (КДЕС) (англ. Statistical classification of economic activities in the European Community). Принят постановлением Госстандарта от 6 ноября 2001 года, введён в действие с 1 января 2003 года.
Заменил Общесоюзный классификатор отраслей народного хозяйства (ОКОНХ) и части I и IV Общероссийского классификатора видов экономической деятельности, продукции и услуг (ОКДП), касающиеся экономической деятельности.
Состоит из 17 разделов.

### ОКВЭД 2
ОКВЭД 2 — Общероссийский классификатор видов экономической деятельности ОК 029—2014, пришедший на смену двум ОКВЭД (ОК 029—201 и ОК 029—2007), которые отменяются с 1 января 2015 года. Данный классификатор принят и введён в действие Приказом Федерального агентства по техническому регулированию и метрологии от 31 января 2014 г. Дата введения в действие классификатора — с 1 февраля 2014, но с правом досрочного его применения в правоотношениях, возникших с 1 января 2014.
Виды деятельности сгруппированы в 21 разделе. ОКВЭД 2 построен на основе гармонизации с официальной версией на русском языке Статистической классификации видов экономической деятельности в Европейском экономическом сообществе (редакция 2) — Statistical classification of economic activities in the European Community (NACE Rev.2) путём сохранения в ОКВЭД 2 (из NACE Rev.2) кодов (до четырёх знаков включительно) и наименований соответствующих группировок без изменения объёмов понятий. Особенности, отражающие потребности российской экономики по детализации видов экономической деятельности, учитываются в группировках ОКВЭД 2 на уровне группировок с пяти- и шестизначными кодами.

## Одноимённые издания
С 1900 по 1905 год в городе Санкт-Петербурге выходил одноимённый научно-общественный журнал, издававшийся и редактировавшийся профессором финансового права Л. В. Ходским, а с 15 декабря 1905 по 21 января 1906 года в столице Российской империи Ходским издавалась газета, но уже под редакцией В. С. Голубева, а затем В. В. Водовозова.